# 화산역 (청단)
화산역(花山驛)은 조선민주주의인민공화국 황해남도에 있는 배천선의 철도역으로 과거 토해선에 속해 있던 때에는 내성역(來城驛)이었다.